# ألفيزي أورفانيللي
ألفيزي أورفانيللي (بالإنجليزية: Alvise Orfanelli) من مواليد 11 أكتوبر 1901 وهو أحد رواد التصوير السينمائي الإيطالي، أقام في الإسكندرية بمصر.

## حياته في الإسكندرية
أنشأ عزيز بندرلي وأمبرتو مالافسي دوريس، «دار عرض وسينمافون عزيز ودوريس»، عام 1907 في محطة الرمل لبيع الاسطوانات و«الجرامافون» وكاميرات التصوير الفوتوغرافي والتصوير، وعمل معهم ألفيزي وهو صبي في عمر 10 سنوات، وشهد مع عزيز ودوريس بداية فن السينما في مصر.
بدأ حياته المهنية في الإسكندرية عام 1917 حيث شارك في تأسيس (جمعية السينمائية الايطالية) بالإسكندرية.
في عام 1919 أنشأ ألفيزي ستديو، وعمل معه الشقيقان عبد الحليم ومحمود نصر، وانصب نشاط الاستديو على التصوير والإخراج والإنتاج والمونتاج والتحميض له وللغير، وكانت خطوة ألفيزي الرائدة هي الخروج من دائرة الأفلام التسجيلية والاتجاه إلى الأفلام القصيرة الصامتة التي تحاكي قصة ما وتعتمد على نجوم فن المسرح.
تعاون مع المخرج محمد بيومي ومحمود خليل راشد الذي استخدم لأول مرة في تاريخ الفن السابع في مصر الحيل السينمائية في فيلم «مصطفى أو الساحر الصغير» وإخراج «مدام لوريتا» بطولة الممثل المسرحي الشهير فوزي منيب وقام سنة 1938 بعمل نسختين من فيلم «خدامتي» واحدة باللغة العربية والثانية باللغة اليونانية ولكل نسخة ممثلين مختلفين.

## التطور المهني
بين عامي 1936 و 1940، أخرج سبع أفلام روائية وكان يشاركه عبد الحليم نصر، كمدير للتصوير الفوتوغرافي، وهو الذي بدأ مسيرته كمساعد مصور فشارك في تصوير فيلم «بابا أمين» للمخرج يوسف شاهين، الذي بدأ نشاطه كمخرج في أفلام «ابن النيل» عام 1951، و«نساء بلا رجال» عام 1953 و«باب الحديد» عام 1958.
توفي في 14 مايو 1961 عن عمر يناهز 60 سنة.

## قائمة أعماله[7][8]
| - فيلم «اصحاب العقول» عام 1940 - فيلم «ثمن السعادة» عام 1939 - فيلم «يوم المنى» عام 1938 - فيلم «خدامتي» عام 1938 - فيلم «أبو ظريفة» عام 1936 - فيلم «الأبيض والأسود» عام 1936 - فيلم «المعلم بحبح» عام 1935 | - فيلم «ثمن السعادة» عام 1939 - فيلم «يوم المنى» عام 1938 - فيلم «أبو ظريفة» عام 1936 | - فيلم «ثمن السعادة» عام 1939 - فيلم «يوم المنى» عام 1938 | - فيلم «قدم الخير» عام 1952 - فيلم «بواب العمارة» عام 1935 | - فيلم «تحت السلاح» عام 1940 - فيلم «أبو ظريفة» عام 1936 - فيلم «الأبيض والأسود» عام 1936 - فيلم «المعلم بحبح» عام 1935 |

### تصوير
| - فيلم "رجل في حياتي" عام 1961 - فيلم "فطومة" عام 1961 - فيلم "أعز الحبايب" عام 1961 - فيلم "النصاب" عام 1961 - فيلم "النغم الحزين" عام 1960 - فيلم "نداء العشاق" عام 1960 - فيلم "غرام في الصحراء" عام 1959 - فيلم "حسن وماريكا" عام 1959 - فيلم "حسن ونعيمة" عام 1959 - فيلم "موعد مع المجهول" عام 1959 - فيلم "احترسي من الحب" عام 1959 - فيلم "نور الليل" عام 1959 - فيلم "قاطع طريق" عام 1959 - فيلم "غلطة حبيبي" عام 1958 - فيلم "حب من نار" عام 1958 - فيلم "رحمة من السماء" عام 1958 - فيلم "سلطان" عام 1958 - فيلم "لواحظ" عام 1957 | - فيلم "إسماعيل يس للبيع" عام 1957 - فيلم "إسماعيل يس في جنينة الحيوانات" عام 1957 - فيلم "الحب العظيم" عام 1957 - فيلم "كفاية يا عين" عام 1956 - فيلم "من القاتل؟" عام 1956 - فيلم "ربيع الحب" عام 1956 - فيلم "صحيفة السوابق" عام 1956 - فيلم "رصيف نمرة 5" عام 1956 - فيلم "بنات الليل" عام 1955 - فيلم "الجسد" عام 1955 - فيلم "شيطان الصحراء" عام 1954 - فيلم "دايماً معاك" عام 1954 - فيلم "نساء بلا رجال" عام 1953 - فيلم "غضب الوالدين" عام 1952 - فيلم "أنا بنت ناس" عام 1951 - فيلم "ابن النيل" عام 1951 - فيلم "حماتك تحبك" عام 1950 - فيلم "على أد لحافك" عام 1949 | - فيلم "نحو المجد" عام 1948 - فيلم "القاتل" عام 1948 - فيلم "المتشردة" عام 1947 - فيلم "زهرة السوق" عام 1947 - فيلم "ملائكة في جهنم" عام 1946 - فيلم "عروسة للإيجار" عام 1946 - فيلم "سلوى" عام 1946 - فيلم "الجيل الجديد" عام 1945 - فيلم "الصبر طيب" عام 1945 - فيلم "أول الشهر" عام 1945 - فيلم "اصحاب العقول" عام 1940 - فيلم "ثمن السعادة" عام 1939 - فيلم "خدامتي" عام 1938 - فيلم "يوم المنى" عام 1938 - فيلم "بحبح باشا" عام 1938 - فيلم "ليلة في العمر" عام 1937 - فيلم "الأبيض والأسود" عام 1936 | - فيلم "اليد السوداء" عام 1936 - فيلم "أبو ظريفة" عام 1936 - فيلم "عنتر أفندي" عام 1935 - فيلم "شالوم الترجمان" عام 1935 - فيلم "المعلم بحبح" عام 1935 - فيلم "المندوبان" عام 1934 - فيلم "أولاد مصر" عام 1933 - فيلم "مصطفى أو الساحر الصغير" عام 1932 - فيلم "05001" عام 1932 - فيلم "تحت ضوء القمر" عام 1930 - فيلم "الكوكايين (الهاوية)" عام 1930 - فيلم "المخاطرة العجيبة" عام 1929 - فيلم "البحر بيضحك" عام 1928 - فيلم "سعاد الغجرية" عام 1928 - فيلم "قبلة في الصحراء" عام 1927 - فيلم "خاتم سليمان" عام 1922 - فيلم "مدام لوريتا" عام 1919 |

## وصلات خارجية
- ألفيزي أورفانيللي على موقع السينما
- ألفيزي أورفانيللي على موقع دهليز
- ألفيزي أورفانيللي على موقع المصري اليوم
- ألفيزي أورفانيللي على موقع IMDB
- ألفيزي أورفانيللي على موقع كاروهات